# Zajasovnik (Vransko, Slovenija)
Zajasovnik je naselje u slovenskoj Općini Vranskom. Zajasovnik se nalazi u pokrajini Štajerskoj i statističkoj regiji Savinjskoj. 

## Stanovništvo
Prema popisu stanovništva iz 2002. godine naselje je imalo 43 stanovnika.